# Łagodna (film 1985)
Łagodna – polski psychologiczny film animowany z 1985 roku w reżyserii i według scenariusza Piotra Dumały, oparty na opowiadaniu Fiodora Dostojewskiego pod tym samym tytułem.
Tworząc filmową wersję Łagodnej, Dumała opracował technikę animowania na pomalowanych na czarno płytach gipsowych. Dumała wydobywał animacje za pomocą rylca obrazu z ciemnego tła, wielokrotnie pokrywanego farbą i na nowo rytego na płycie. Łagodna zdobyła między innymi Grand Prix międzynarodowego konkursu na Krakowskim Festiwalu Filmowym, Złotego Dukata na Międzynarodowym Festiwalu Filmowym w Mannheim oraz nagrodę Przewodniczącego Komitetu Kinematografii w dziedzinie filmu animowanego.